# Convocazioni per la Coppa delle nazioni del Golfo 2024
È di seguito indicato l'elenco dei giocatori convocati da ciascuna nazionale partecipante alla Coppa delle nazioni del Golfo 2024.
Le otto squadre nazionali partecipanti al torneo erano tenute a registrare una rosa composta da un minimo di 18 giocatori e un massimo di 26 giocatori, di cui almeno tre dovevano essere portieri. Solo i giocatori inclusi in queste rose erano autorizzati a partecipare al torneo.

## Gruppo A

### Kuwait
Allenatore:  Juan Antonio Pizzi
| N. | Pos. | Giocatore             | Data nascita (età) | Pres. | Reti | Squadra              |
| -- | ---- | --------------------- | ------------------ | ----- | ---- | -------------------- |
| 1  | P    | Khalid Al-Rashidi     | 20 aprile 1987     | 27    | 0    | Al-Qadsia            |
| 2  | D    | Sami Al-Sanea         | 9 gennaio 1993     | 28    | 1    | Al-Kuwait            |
| 3  | D    | Meshari Ghanem        | 15 settembre 1998  | 17    | 0    | Al-Kuwait            |
| 4  | D    | Khaled Ebrahim        | 28 agosto 1992     | 50    | 3    | Al-Qadsia            |
| 5  | D    | Fahed Al-Hajri        | 10 novembre 1991   | 88    | 6    | Al-Kuwait            |
| 6  | C    | Sultan Al Enezi       | 29 settembre 1992  | 60    | 0    | Dhofar               |
| 7  | A    | Mohammad Daham        | 17 febbraio 2000   | 20    | 5    | Al-Kuwait            |
| 8  | C    | Ahmed Al-Dhefiri      | 9 gennaio 1992     | 65    | 5    | Al-Kuwait            |
| 9  | A    | Bandar Bouresli       | 1º gennaio 1996    | 6     | 0    | Kazma                |
| 10 | C    | Faisal Zaid           | 9 ottobre 1991     | 65    | 7    | Al-Kuwait            |
| 11 | C    | Eid Al-Rashidi        | 25 maggio 1999     | 46    | 3    | Al-Qadsia            |
| 12 | D    | Hamad Al-Harbi        | 25 luglio 1992     | 38    | 0    | Kazma                |
| 13 | D    | Rashed Al-Dousari     | 18 luglio 2000     | 15    | 0    | Al-Qadsia            |
| 14 | C    | Redha Hani            | 22 aprile 1996     | 39    | 1    | Al-Kuwait            |
| 15 | A    | Yousef Majed          | 14 gennaio 2005    | 6     | 0    | Al-Arabi             |
| 16 | C    | Mobarak Al-Faneeni    | 21 gennaio 2000    | 33    | 5    | Al-Qadsia            |
| 17 | A    | Ali Khalaf            | 16 gennaio 1995    | 18    | 1    | Al-Arabi             |
| 18 | C    | Fawaz Ayedh           | 21 febbraio 1997   | 30    | 1    | Al-Salmiya           |
| 19 | C    | Muath Al-Enezi        | 16 luglio 2003     | 6     | 0    | Al-Salmiya           |
| 20 | A    | Yousef Nasser         | 9 ottobre 1990     | 114   | 52   | Al-Kuwait (Capitano) |
| 21 | D    | Hassan Al-Enezi       | 1º settembre 2000  | 22    | 1    | Al-Arabi             |
| 22 | P    | Sulaiman Abdulghafour | 26 febbraio 1991   | 47    | 0    | Al-Arabi             |
| 23 | P    | Abdulrahman Al-Fadhli | 23 marzo 2001      | 0     | 0    | Al-Salmiya           |
| 24 | D    | Nasser Khader         | 14 ottobre 2003    | 0     | 0    | Al-Nasr              |
| 25 | D    | Muath Al-Dhefiri      | 20 maggio 1997     | 4     | 0    | Al-Qadsia            |
| 26 | A    | Salman Al-Awadhi      | 21 maggio 2001     | 12    | 1    | Al-Arabi             |

### Oman
Allenatore:  Rashid Jaber
| N. | Pos. | Giocatore                | Data nascita (età) | Pres. | Reti | Squadra          |
| -- | ---- | ------------------------ | ------------------ | ----- | ---- | ---------------- |
| 1  | P    | Ibrahim Al-Mukhaini      | 20 giugno 1997     | 37    | 0    | Al-Nahda         |
| 2  | D    | Mohammed Al-Musalami     | 27 aprile 1990     | 122   | 3    | Al-Seeb          |
| 3  | D    | Mulham Al-Sinaidi        | 15 marzo 2002      | 0     | 0    | Al-Nasr          |
| 4  | C    | Arshad Al-Alawi          | 12 aprile 2000     | 51    | 7    | Al-Seeb          |
| 5  | D    | Ghanim Al-Habashi        | 4 agosto 1998      | 2     | 0    | Al-Nahda         |
| 6  | D    | Ahmed Al-Khamisi         | 26 novembre 1991   | 52    | 0    | Al-Seeb          |
| 7  | A    | Issam Al-Sabhi           | 1º maggio 1997     | 50    | 11   | Al-Shabab        |
| 8  | C    | Zahir Al-Aghbari         | 28 maggio 1999     | 48    | 0    | Al-Seeb          |
| 9  | C    | Ahed Al-Mashaiki         | 30 maggio 2003     | 0     | 0    | Al-Nahda         |
| 10 | C    | Jameel Al-Yahmadi        | 27 luglio 1996     | 77    | 4    | Al-Seeb          |
| 11 | D    | Amjad Al-Harthi          | 1º gennaio 1994    | 31    | 1    | Al-Seeb          |
| 12 | C    | Abdullah Fawaz           | 3 ottobre 1996     | 48    | 7    | Al-Nahda         |
| 13 | D    | Thani Al-Rushadi         | 16 marzo 1995      | 2     | 0    | Al-Nahda         |
| 14 | D    | Ahmed Al-Kaabi           | 15 settembre 1996  | 41    | 0    | Al-Nahda         |
| 15 | A    | Rabia Al-Alawi           | 31 marzo 1995      | 13    | 5    | Oman SC          |
| 16 | D    | Khalid Al-Braiki         | 3 luglio 1993      | 43    | 1    | Al-Nahda         |
| 17 | D    | Ali Al-Busaidi           | 21 marzo 1991      | 94    | 2    | Al-Seeb          |
| 18 | P    | Faiz Al-Rushaidi         | 19 luglio 1988     | 74    | 0    | Sohar (Capitano) |
| 19 | C    | Mataz Saleh              | 28 maggio 1996     | 27    | 3    | Al-Seeb          |
| 20 | C    | Salaah Al-Yahyaei        | 17 agosto 1998     | 61    | 9    | Al-Khaldiya      |
| 21 | A    | Abdulrahman Al-Mushaifri | 16 agosto 1998     | 21    | 6    | Al-Seeb          |
| 22 | P    | Ibrahim Al-Rajhi         | 5 ottobre 2000     | 0     | 0    | Al-Nasr          |
| 23 | C    | Harib Al-Saadi           | 1º febbraio 1990   | 99    | 1    | Al-Nahda         |
| 24 | C    | Hussein Al-Shahri        | 26 dicembre 2002   | 0     | 0    | Al-Nahda         |
| 25 | A    | Faraj Al-Kiyumi          |                    | 0     | 0    | Al-Khaburah      |
| 26 | A    | Abdulsalam Al-Shukaili   | 25 aprile 1996     | 0     | 0    | Bahla            |

### Qatar
Allenatore:  Luis García
| N. | Pos. | Giocatore            | Data nascita (età) | Pres. | Reti | Squadra            |
| -- | ---- | -------------------- | ------------------ | ----- | ---- | ------------------ |
| 1  | P    | Salah Zakaria        | 24 aprile 1999     | 8     | 0    | Al-Duhail          |
| 2  | D    | Abdalla Yousif       | 10 aprile 2002     | 1     | 0    | Al-Gharafa         |
| 3  | D    | Abdelaziz Mitwali    | 20 marzo 1996      | 0     | 0    | Al-Wakrah          |
| 4  | D    | Hashemi Al-Hussain   | 15 agosto 2003     | 1     | 0    | Alcorcón           |
| 5  | D    | Tarek Salman         | 5 dicembre 1997    | 85    | 0    | Al-Sadd            |
| 6  | C    | Ahmed Fathy          | 25 gennaio 1993    | 39    | 0    | Al-Arabi           |
| 7  | A    | Ahmed Al-Rawi        | 30 maggio 2004     | 6     | 2    | Al-Rayyan          |
| 8  | C    | Jassem Gaber         | 20 febbraio 2002   | 27    | 1    | Al-Arabi           |
| 9  | A    | Mohammed Muntari     | 20 dicembre 1993   | 62    | 15   | Al-Gharafa         |
| 10 | A    | Akram Afif           | 18 novembre 1996   | 118   | 38   | Al-Sadd (Capitano) |
| 11 | A    | Yusuf Abdurisag      | 6 agosto 1999      | 36    | 3    | Al-Sadd            |
| 12 | D    | Lucas Mendes         | 3 luglio 1990      | 16    | 1    | Al-Wakrah          |
| 13 | C    | Ibrahim Al-Hassan    | 26 ottobre 2005    | 8     | 2    | Calahorra          |
| 14 | D    | Homam Ahmed          | 25 agosto 1999     | 59    | 3    | Al-Duhail          |
| 15 | C    | Rabh Boussafi        | 18 maggio 2000     | 0     | 0    | Al-Gharafa         |
| 16 | D    | Bahaa Mamdouh        | 19 aprile 1999     | 0     | 0    | Al Ahli            |
| 17 | C    | Abdelrahman Moustafa | 5 aprile 1997      | 7     | 0    | Al Ahli            |
| 18 | D    | Sultan Al-Brake      | 7 aprile 1996      | 8     | 0    | Al-Duhail          |
| 19 | A    | Almoez Ali           | 19 agosto 1996     | 118   | 59   | Al-Duhail          |
| 20 | C    | Abdullah Al-Ahrak    | 10 maggio 1997     | 33    | 1    | Al-Duhail          |
| 21 | P    | Marwan Badreldin     | 15 aprile 1999     | 0     | 0    | Al-Ahli            |
| 22 | P    | Meshaal Barsham      | 14 febbraio 1998   | 49    | 0    | Al-Sadd            |
| 23 | C    | Assim Madibo         | 22 ottobre 1996    | 43    | 0    | Al-Gharafa         |
| 24 | C    | Mostafa Meshaal      | 28 marzo 2001      | 21    | 2    | Al-Sadd            |
| 25 | A    | Mohamed Khaled Gouda | 26 gennaio 2005    | 2     | 0    | Calahorra          |
| 26 | C    | Mubarak Hamza        | 20 febbraio 2004   | 0     | 0    | Al-Duhail          |

### Emirati Arabi Uniti
Allenatore:  Paulo Bento 
| N. | Pos. | Giocatore          | Data nascita (età) | Pres. | Reti | Squadra           |
| -- | ---- | ------------------ | ------------------ | ----- | ---- | ----------------- |
| 1  | P    | Ali Khasif         | 9 giugno 1987      | 72    | 0    | Al Jazira         |
| 2  | D    | Abdulla Idrees     | 16 agosto 1999     | 19    | 0    | Al Jazira         |
| 3  | D    | Zayed Sultan       | 11 aprile 2001     | 13    | 1    | Al Jazira         |
| 4  | D    | Kouame Autonne     | 22 settembre 2000  | 5     | 0    | Al Ain            |
| 5  | D    | Lucas Pimenta      | 17 luglio 2000     | 0     | 0    | Al Wahda          |
| 6  | C    | Majid Rashid       | 16 maggio 2000     | 19    | 0    | Sharjah           |
| 8  | C    | Tahnoon Al-Zaabi   | 10 aprile 1999     | 35    | 1    | Al Wahda          |
| 7  | A    | Bruno de Oliveira  | 10 giugno 2001     | 4     | 0    | Al Jazira         |
| 9  | A    | Hareb Abdullah     | 26 novembre 2002   | 32    | 7    | Shabab Al Ahli    |
| 10 | A    | Fábio Lima         | 30 giugno 1993     | 33    | 16   | Al Wasl           |
| 11 | A    | Caio Canedo        | 9 agosto 1990      | 49    | 9    | Al Wasl           |
| 12 | D    | Khalifa Al Hammadi | 7 novembre 1998    | 49    | 2    | Al Jazira         |
| 13 | D    | Mohammed Al Attas  | 5 agosto 1997      | 31    | 1    | Al Jazira         |
| 14 | C    | Mohammed Abbas     | 30 settembre 2002  | 7     | 0    | Al Ain            |
| 15 | C    | Yahia Nader        | 11 settembre 1998  | 14    | 0    | Al Ain            |
| 16 | C    | Marcus Meloni      | 25 giugno 2000     | 4     | 1    | Sharjah           |
| 17 | P    | Khalid Eisa        | 15 settembre 1989  | 83    | 0    | Al Ain (Capitano) |
| 18 | C    | MacKenzie Hunt     | 14 novembre 2001   | 4     | 0    | Fleetwood Town    |
| 19 | D    | Khaled Ibrahim     | 17 gennaio 1997    | 20    | 1    | Sharjah           |
| 20 | A    | Yahya Al Ghassani  | 18 aprile 1998     | 25    | 7    | Shabab Al Ahli    |
| 21 | C    | Isam Faiz          | 6 marzo 2000       | 7     | 0    | Ajman             |
| 22 | P    | Hamad Al-Meqebaali | 13 luglio 2003     | 0     | 0    | Shabab Al Ahli    |
| 23 | A    | Fahad Badr         | 9 marzo 2001       | 3     | 0    | Baniyas           |
| 24 | C    | Solomon Sosu       | 5 marzo 2005       | 0     | 0    | Al Ain            |
| 25 | D    | Khamis Al-Mansoori | 15 gennaio 2004    | 0     | 0    | Baniyas           |
| 26 | D    | Faris Khalil       | 8 ottobre 2000     | 0     | 0    | Al Wasl           |

## Gruppo B

### Bahrain
Allenatore:  Dragan Talajić
| N. | Pos. | Giocatore             | Data nascita (età) | Pres. | Reti | Squadra             |
| -- | ---- | --------------------- | ------------------ | ----- | ---- | ------------------- |
| 1  | P    | Ammar Mohamed         | 10 febbraio 1999   | 3     | 0    | Al-Khaldiya         |
| 2  | D    | Amine Benaddi         | 9 maggio 1993      | 30    | 0    | Al-Muharraq         |
| 3  | D    | Waleed Al Hayam       | 4 novembre 1988    | 117   | 0    | Al-Muharraq         |
| 4  | C    | Sayed Dhiya Saeed     | 17 luglio 1992     | 119   | 8    | Al-Khaldiya         |
| 5  | D    | Hamad Al-Shamsan      | 29 settembre 1997  | 26    | 0    | Al-Riffa            |
| 6  | C    | Ahmed Al-Sherooqi     | 22 maggio 2000     | 6     | 0    | Al-Muharraq         |
| 7  | C    | Ali Madan             | 30 novembre 1995   | 94    | 13   | Al-Riffa            |
| 8  | C    | Mohamed Marhoon       | 12 febbraio 1998   | 69    | 16   | Kuwait SC           |
| 9  | C    | Ebrahim Al-Khattal    | 19 settembre 2000  | 25    | 4    | Manama              |
| 10 | C    | Abdulwahab Al Malood  | 7 giugno 1990      | 85    | 5    | Al-Muharraq         |
| 11 | A    | Ismaeel Abdullatif    | 11 settembre 1986  | 133   | 48   | Al-Khaldiya         |
| 12 | A    | Mahdi Abduljabbar     | 25 giugno 1991     | 39    | 12   | Manama              |
| 13 | A    | Mohamed Al Romaihi    | 9 settembre 1990   | 46    | 16   | Al-Najma            |
| 14 | C    | Abbas Al-Asfoor       | 2 febbraio 1999    | 16    | 0    | Al-Ahli             |
| 15 | C    | Jasim Al-Shaikh       | 1º febbraio 1996   | 65    | 4    | Al-Riffa            |
| 16 | P    | Sayed Mohammed Jaffer | 25 agosto 1985     | 152   | 0    | Al-Muharraq         |
| 17 | D    | Hazza Ali             | 9 giugno 1995      | 12    | 0    | Al-Riffa            |
| 18 | D    | Mohamed Adel          | 20 settembre 1996  | 37    | 0    | Al-Khaldiya         |
| 19 | C    | Kamil Al Aswad        | 8 aprile 1994      | 110   | 13   | Al-Riffa (Capitano) |
| 20 | C    | Mahdi Al-Humaidan     | 19 maggio 1993     | 65    | 6    | Al-Khaldiya         |
| 21 | D    | Sayed Baqer           | 14 aprile 1994     | 39    | 2    | Al-Riffa            |
| 22 | P    | Ebrahim Lutfalla      | 24 settembre 1992  | 26    | 0    | Al-Ahli             |
| 23 | D    | Abdulla Al-Khulasi    | 2 settembre 2003   | 13    | 1    | Al-Muharraq         |
| 24 | D    | Vincent Emmanuel      | 29 aprile 2001     | 6     | 0    | Sitra Club          |
| 25 | C    | Sayed Al-Wadaei       | 8 luglio 2008      | 0     | 0    | Villarreal          |
| 26 | A    | Husain Abdulkarim     | 14 maggio 2002     | 4     | 0    | Al-Muharraq         |

### Iraq
Allenatore:  Jesús Casas
| N. | Pos. | Giocatore       | Data nascita (età) | Pres. | Reti | Squadra           |
| -- | ---- | --------------- | ------------------ | ----- | ---- | ----------------- |
| 1  | P    | Kumel Al-Rekabe | 19 agosto 2004     | 0     | 0    | Leganés B         |
| 2  | D    | Rebin Sulaka    | 12 aprile 1992     | 47    | 1    | Schaffhausen      |
| 3  | D    | Mohanad Jeahze  | 10 aprile 1997     | 4     | 0    | Lillestrøm        |
| 4  | D    | Manaf Younis    | 16 novembre 1996   | 20    | 1    | Al-Shorta         |
| 5  | D    | Ali Fayez       | 9 settembre 1994   | 49    | 4    | Al-Najaf          |
| 6  | D    | Ali Adnan       | 19 dicembre 1993   | 94    | 7    | Al-Najma          |
| 7  | A    | Ali Yousif      | 19 gennaio 1996    | 2     | 0    | Al-Zawraa         |
| 8  | C    | Ibrahim Bayesh  | 1º maggio 2000     | 60    | 7    | Al-Riyadh         |
| 9  | C    | Ahmed Yasin     | 22 aprile 1991     | 69    | 6    | Örebro (Capitano) |
| 10 | A    | Mohanad Ali     | 20 giugno 2000     | 53    | 20   | Al-Shorta         |
| 11 | C    | Zidane Iqbal    | 27 aprile 2003     | 15    | 1    | Utrecht           |
| 12 | P    | Jalal Hasan     | 18 maggio 1991     | 87    | 0    | Al-Zawraa         |
| 13 | A    | Amin Al-Hamawi  | 17 dicembre 2003   | 2     | 0    | Sandviken         |
| 14 | C    | Amjad Attwan    | 12 marzo 1997      | 82    | 4    | Zakho             |
| 15 | D    | Mustafa Saadoon | 25 maggio 2001     | 7     | 0    | Al-Quwa Al-Jawiya |
| 16 | C    | Amir Al-Ammari  | 27 luglio 1997     | 35    | 2    | Cracovia          |
| 17 | C    | Ali Jasim       | 20 gennaio 2004    | 19    | 2    | Como              |
| 18 | A    | Ayman Hussein   | 22 marzo 1996      | 81    | 30   | Al-Khor           |
| 19 | C    | Youssef Amyn    | 21 agosto 2003     | 15    | 2    | Al-Wehda          |
| 20 | C    | Peter Gwargis   | 4 settembre 2000   | 0     | 0    | Duhok             |
| 21 | C    | Marko Farji     | 16 marzo 2004      | 0     | 0    | Strømsgodset      |
| 22 | P    | Mohammad Hassan | 1º aprile 2002     | 0     | 0    | Ishøj             |
| 23 | D    | Ahmed Hasan     | 24 settembre 2001  | 0     | 0    | Al-Najaf          |
| 24 | D    | Adam Rasheed    | 10 luglio 2006     | 0     | 0    | Maribor           |
| 25 | D    | Zaid Tahseen    | 29 gennaio 2001    | 15    | 1    | Al-Quwa Al-Jawiya |
| 26 | C    | Lucas Shlimon   | 15 febbraio 2003   | 2     | 0    | Örebro            |

### Arabia Saudita
Allenatore:  Hervé Renard
| N. | Pos. | Giocatore             | Data nascita (età) | Pres. | Reti | Squadra    |
| -- | ---- | --------------------- | ------------------ | ----- | ---- | ---------- |
| 1  | P    | Nawaf Al-Aqidi        | 10 maggio 2000     | 4     | 0    | Al-Nassr   |
| 2  | D    | Sultan Al-Ghanam      | 6 maggio 1994      | 34    | 0    | Al-Nassr   |
| 3  | D    | Awn Al-Saluli         | 02 settembre 1998  | 9     | 0    | Al-Taawoun |
| 4  | D    | Ali Lajami            | 24 aprile 1996     | 15    | 1    | Al-Nassr   |
| 5  | D    | Ali Al-Bulaihi        | 21 novembre 1989   | 56    | 2    | Al-Hilal   |
| 6  | C    | Nasser Al-Dawsari     | 19 dicembre 1998   | 26    | 0    | Al-Hilal   |
| 7  | C    | Musab Al-Juwayr       | 20 giugno 2003     | 11    | 3    | Al-Shabab  |
| 8  | C    | Abdulellah Al-Malki   | 11 ottobre 1994    | 36    | 0    | Al-Ettifaq |
| 9  | A    | Firas Al-Buraikan     | 14 maggio 2000     | 47    | 9    | Al-Ahli    |
| 10 | C    | Salem Al-Dawsari      | 19 agosto 1991     | 90    | 23   | Al-Hilal   |
| 11 | A    | Saleh Al-Shehri       | 1º novembre 1993   | 38    | 15   | Al-Ittihad |
| 12 | D    | Muhannad Al-Shanqeeti | 12 marzo 1999      | 2     | 0    | Al-Ittihad |
| 13 | D    | Yasser Al-Shahrani    | 25 marzo 1992      | 81    | 2    | Al-Hilal   |
| 14 | D    | Saad Al-Mousa         | 10 dicembre 2002   | 0     | 0    | Al-Ittihad |
| 15 | C    | Abdulelah Hawsawi     | 2 giugno 2001      | 0     | 0    | Al-Ittihad |
| 16 | C    | Ayman Fallatah        | 2 ottobre 2003     | 0     | 0    | Damac      |
| 17 | D    | Hassan Al-Tambakti    | 9 febbraio 1999    | 35    | 0    | Al-Hilal   |
| 18 | C    | Mohammed Al-Qahtani   | 23 luglio 2002     | 4     | 0    | Al-Hilal   |
| 19 | A    | Abdullah Al-Hamdan    | 13 settembre 1999  | 32    | 5    | Al-Hilal   |
| 20 | A    | Abdullah Radif        | 20 gennaio 2003    | 19    | 2    | Al-Ettifaq |
| 21 | P    | Mohammed Al-Owais     | 10 ottobre 1991    | 58    | 0    | Al-Hilal   |
| 22 | P    | Ahmed Al-Kassar       | 8 maggio 1991      | 8     | 0    | Al-Qadsiah |
| 23 | C    | Mohamed Kanno         | 22 settembre 1994  | 58    | 3    | Al-Hilal   |
| 24 | C    | Abdulmalik Al-Oyayari | 10 dicembre 2003   | 0     | 0    | Neom       |
| 25 | A    | Abdulaziz Al-Othman   | 2 gennaio 2004     | 0     | 0    | Al-Qadsiah |
| 26 | D    | Nawaf Boushal         | 16 settembre 1999  | 1     | 0    | Al-Nassr   |

### Yemen
Allenatore:  Noureddine Ould Ali
| N. | Pos. | Giocatore             | Data nascita (età) | Pres. | Reti | Squadra             |
| -- | ---- | --------------------- | ------------------ | ----- | ---- | ------------------- |
| 1  | P    | Mohamed Aman          | 14 aprile 1997     | 11    | 0    | Ahli Sanaa          |
| 2  | C    | Ahmed Al-Khamisi      | 10 settembre 2003  | 0     | 0    | EFC '58             |
| 3  | D    | Harwan Al-Zubaidi     | 15 ottobre 1999    | 11    | 0    | Quart de Poblet     |
| 4  | D    | Hamza Al-Rimi         | 12 febbraio 2002   | 14    | 0    | Al-Talaba           |
| 5  | D    | Amr Talal             | 1º gennaio 1997    | 1     | 0    | Al-Wehda Aden       |
| 6  | D    | Rami Al-Wasmani       | 1º febbraio 1997   | 5     | 0    | Ahli Sanaa          |
| 7  | C    | Nasser Al-Gahwashi    | 24 maggio 1999     | 27    | 3    | Zakho               |
| 8  | C    | Anes Al-Maari         | 9 gennaio 2000     | 14    | 0    | Al-Gharraf          |
| 9  | A    | Omar Al-Dahi          | 15 dicembre 1999   | 28    | 4    | Al-Karma            |
| 10 | C    | Mohammed Al-Najjar    | 8 aprile 1997      | 5     | 0    | Al-Wehda Sanaa      |
| 11 | A    | Abdulwasea Al-Matari  | 4 luglio 1994      | 65    | 11   | Sitra (Capitano)    |
| 12 | D    | Mamdooh Bin Agag      | 29 maggio 2003     | 2     | 0    | Al-Sha'ab Hadramaut |
| 13 | D    | Ahmed Nasser          |                    | 1     | 0    | Al-Shula            |
| 14 | C    | Mohammed Al-Tiri      | 4 febbraio 2000    | 11    | 0    | Al-Wehda Sanaa      |
| 15 | C    | Osama Anbar           | 20 gennaio 1995    | 12    | 0    | Al-Kahrabaa         |
| 16 | C    | Omar Al-Golan         |                    | 2     | 0    | Al-Tilal            |
| 17 | C    | Abdul Majeed Sabarah  | 22 agosto 2000     | 10    | 1    | Al-Wehda Sanaa      |
| 18 | A    | Abdulaziz Masnom      | 6 febbraio 2006    | 1     | 0    | Al-Orobah FC        |
| 19 | D    | Radhawan Al-Hubaishi  | 3 luglio 1993      | 6     | 0    | Ahli Sanaa          |
| 20 | A    | Hamzah Mahross        | 5 maggio 2004      | 8     | 1    | Ahli Sanaa          |
| 21 | A    | Kassem Al-Sharafi     | 15 ottobre 2004    | 3     | 0    | Al-Wehda Sanaa      |
| 22 | P    | Abdullah Al-Saadi     | 23 aprile 2002     | 5     | 0    | Sharurah            |
| 23 | P    | Osama Abdullah Haidar | 27 febbraio 2002   | 0     | 0    | May 22 San'a        |
| 24 | D    | Ali Al-Dugin          |                    | 1     | 0    | Al-Wehda Aden       |
| 25 | C    | Tareq Shihab          | 7 marzo 2001       | 1     | 0    | HK                  |
| 26 | D    | Hamzah Al-Surabi      |                    | 1     | 0    | Al-Yarmuk Al-Rawda  |